# Oscar Berger-Levrault
Pour les articles homonymes, voir Levrault.
François-George-Oscar Berger-Levrault, né le 9 mai 1826 à Strasbourg et mort le 24 septembre 1903 à Nancy, est un éditeur français, passionné de philatélie, auquel on doit, avec John Edward Gray, l'invention du catalogue de timbres.

## Biographie

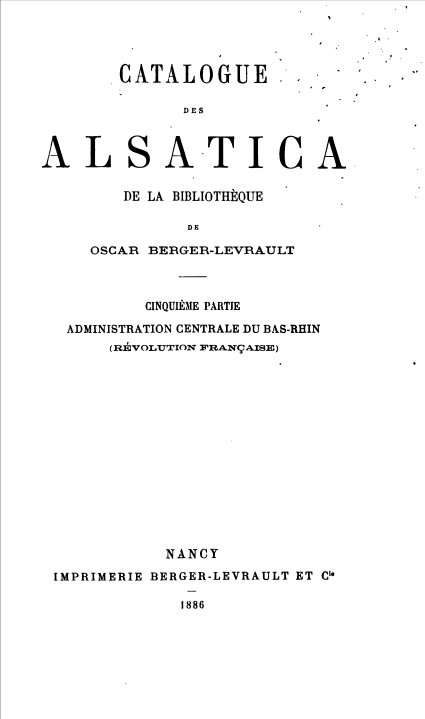
Catalogue des Alsatica.

En 1850, après la mort de la « Veuve Levrault », sa grand-mère, Oscar Berger-Levrault dirige l'imprimerie Berger-Levrault, associé avec sa mère. En 1871, Strasbourg est sous l'occupation allemande, mais l'imprimerie fournit toujours les papiers administratifs du gouvernement français, basé à Tours, via la Suisse.
En 1872, il part à Nancy, rue des Glacis, et fonde sa propre imprimerie. Les locaux sont victimes d'un incendie en mai 1876, et de nouveaux bâtiments pour 440 ouvriers sont reconstruits grâce à la vente de sa première collection de timbres, qui réunissait tous les timbres français émis.
Il avait fait paraître la toute première publication philatélique en 1861 (conservé au National Postal Museum).
Sa mère et sa sœur, Lucie Berger (1836-1906), restent à Strasbourg. Celle-ci, après avoir été secrétaire du comité des diaconesses de Strasbourg, fonde, à l'âge de 35 ans, un institut d'éducation de jeunes filles appartenant à la classe moyenne. En 1918, il devient le collège Lucie-Berger et aujourd'hui est partie intégrante du pôle éducatif protestant Comenius.
En 1901, Oscar Berger-Levrault est l'un des 36 membres du comité directeur de l'école de Nancy qui organise l'art nouveau sous l'impulsion de Louis Majorelle, Émile Gallé, Victor Prouvé, etc..
Il meurt à Nancy deux ans plus tard.

### Famille
Issu d'une famille protestante, il est le fils de Pierre-Frédéric Berger (1796-1837), avocat montbéliardais, et d'Antoinette-Louise-Victoire-Éléonore Levrault, fille de Laurent-François-Xavier Levrault (1762-1821) et de Caroline Schertz (1775-1850).
Le 10 mai 1851, il épouse Anna-Carolina-Éléonore Pitois (1826-1895). Ils eurent plusieurs enfants :
- Maria et Amélie (1852-1932), jumelles, inhumées au cimetière de Lafrimbolle
- Alfred (1853-1888), marié à Jeanne Friedel, sœur aînée de Georges
- Sarah (1854-1921) inhumée au cimetière de Lafrimbolle
- Edmond (1857-1911), marié à Marie Berger, sœur de Philippe Berger
- Hélène (1864-1920), mariée à Georges Friedel
- Marguerite (Maggie) (1867-1930) épouse Robert Steinheil (1863-1944)[7], imprimeur d'art associé à la maison Berger-Levrault, membre du comité directeur de l'École de Nancy.

## Ouvrages
- Timbres-poste, plusieurs catalogues de collection publiés en 1861, 1863 et 1864[8].
- Les Timbres-poste : catalogue méthodique et descriptif de tous les timbres-poste connus, Paris,  éd. Veuve Berger-Levrault et fils, 1867[8].
- Annales des professeurs des académies et universités alsaciennes, 1823-1871[9], Nancy, imprimerie Berger-Levrault et Cie, 1892